# Peploptera
Peploptera es un género de insecto coleóptero de la familia Chrysomelidae.

## Especies
Las especies de este género son:
- Peploptera congoana Medvedev, 1993
- Peploptera dieteri Medvedev, 2005
- Peploptera erberi Medvedev, 2005
- Peploptera holmi Medvedev, 1993
- Peploptera namibica Medvedev, 1987
- Peploptera quadrinotata Medvedev, 1993
- Peploptera trimaculata Medvedev & Kantner, 2002